# Caterina Ginnasi
Caterina Ginnasi (Roma, 1590-Roma, 30 de noviembre de 1660) fue una pintora y benefactora italiana.

## Biografía
Caterina Ginnasi era hija única de Dionisio Ginnasi, descendiente de una familia originaria de Castel Bolognese, abogado de la familia Colonna y de Faustina Gottardi, fallecida en 1646. La principal fuente de datos biográficos sobre Caterina Ginnasi fue el pintor italiano Giovanni Battista Passeri, a quien acuden la mayoría de los autores. La familia vivió en Roma en el palacio Ginnasi, en la via delle Botteghe Oscure, junto a su tío el cardenal Domenico Ginnasi. Después de quedar huérfana de padre y madre, su tío decidió casarla con su primo Francesco Ginnasi, a lo que ella se opuso, ya que prefirió dedicarse a las labores domésticas, a la pintura y la contemplación divina. Su tío la llevó, entonces, al taller del pintor romano Gaspare Celio que, por mediación del cardenal, había trabajado en la capilla del Bautismo, en la basílica de San Pedro. De ahí pasó al taller del pintor Giovanni Lanfranco que, en los años 1627-1628, realizó los frescos de la basílica de Santa Maria in Domnica y decoró el techo y las paredes de la galería del palacio Ginnasi. 
Las primeras obras notables que Caterina realizó son algunas pinturas  para la Iglesia de Santa Lucia alle Botteghe Oscure, cuyo arquitecto, Orazio Torriani reconstruyó e incorporó al palacio Ginnazi entre 1629 y 1630. La iglesia fue derribada en torno a 1938 para ensanchar la via delle Botteghe Oscure y fue reconstruida más tarde, de menor tamaño, dentro del propio palacio Ginnasi. Para el altar mayor, Caterina realizó el retablo Martirio de Santa Lucia y una Última Cena, que después fue cortada en forma de luneta. Para el ábside realizó una Madonna oval y para la capilla un obispo San Biagio, con el rostro similar al de su tío el cardenal. En 1632, a petición del cardenal Ginnasi, decoró la capilla Ginnasi (o de los Santos Protectores) de la catedral de Velletri, con un retablo con la Madonna, los cuatro santos protectores de Velletri, un an Eleuterio y un san Ponciano. En los ángulos de la cúpula, había pintado a los Cuatro Evangelistas. Las obras fueron retiradas en 1824 y posteriormente desaparecieron. También pintó el retablo para la iglesia de los Santos Ángeles Custodios de Roma, derribada entre 1928 y 1929, para ensanchar via del Tritone. La obra, que representaba un ángel que acompañan un niño, fue realizado en torno a 1637, y fue sustituido en 1681 con un cuadro de otro autor. En 1638, se inscribió en la Academia de San Luca, en cuyo archivo aparece en 1651, junto a las pintoras Anna Maria Vaiana, Giovanna Garzoni, Felicia Orlandi y Giustiniana Guidotti.En un documento de 1661, conservado en la Academia de San Luca, se nombra a Caterina Ginnasi, además de con las pintoras mencionadas, con Plautilla Bricci, Ippolita de Biagi y Maddalena Corvini.
Tras la muerte del cardenal Ginnasi, en 1639, entre los bienes dejados en herencia las obras de Caterina que aparecieron fueron: Santa Catalina de Alejandría, Asunción de la Virgen, San Miguel Arcángel y Madonna y cuatro santos protectores de Velletri; esta última, posiblemente copia del retablo de la catedral de Velletri. En Sarzana, conservado en una colección privada, existe un retrato del cardenal Ginnasi que se atribuye a Caterina. Asimismo, otras dos obras, una Natividad y una Piedad, de la colección del cardenal carlo Pio de Savoya, han sido también atribuidas a la pintora. En el museo de Victoria y Alberto de Londres se conserva un posible retrato de Caterina, realizado en mármol de Carrara, datado en 1660 y atribuido al escultor Cosimo Fancelli.

### Instituciones pías
Cuando murió su tío cardenal, Caterina Ginnasi recibió anualmente una suma de dinero que utilizó para hacerse cargo del monasterio del Corpus Domini, fundado en 1637 en el palacio Ginnasi, que contaba con 247 monjas conocidas como «monjas ginnasie». También colaboró también con la Confraternidad de Santa María Costantinopolitana del Suffragio. Estas instituciones pías habían recibido del cardenal Ginnasi un patrimonio que era administrado por Caterina. En Velletri, Caterina reabrió el Monte de Piedad, que desde 1640 tomó el nombre de Sacro Monte de Piedad Ginnasi.